# Thermae Romae
Thermae Romae (テルマエ・ロマエ Terumae Romae?) —estilizado como Thermæ Romæ, y literalmente Termas de Roma— es un manga japonés de Mari Yamazaki. Se publicó por primera vez en 2008 y finalizó sus ediciones en marzo de 2013, contabilizando cinco volúmenes. Ganó el galardón Manga Taishō en su tercera edición en 2010. Fuji TV adaptó la obra en una película homónima en imagen real que se estrenó el 28 de abril de 2012 solamente en Japón, gozando de gran éxito comercial. Una secuela titulada Thermae Romae II se conoció en abril de 2014. Un anime salió al aire en Japón en enero de 2012; estuvo a cargo de la compañía DLE y se transmitió en el bloque de programación especial Noitamina de Fuji TV.
En octubre de 2020 Netflix anunció una serie ONA llamada Thermae Romae Novae basada en el manga y nuevo contenido de Yamazaki. La animación corrió por cuenta del estudio NAZ y se integró al catálogo de anime de la plataforma a mediados del 2021.

## Argumento
La historia está ambientada en la Antigua Roma, en el año 128, durante la era adriana. Lucius, un arquitecto romano, tiene problemas para que los constructores acepten sus diseños. Un amigo lo invita a pasar un día en las termas para liberarse de la presión de su trabajo y relajarse un poco. Sin embargo, estando sumergido en uno de los estanques, se desliza por un túnel que lo lleva directamente a través del espacio y el tiempo hasta una casa de baños Sentō, en el Japón moderno del siglo xxi. Asombrado por las nuevas innovaciones que descubrió, Lucius vuelve a su época y abre sus propias termas, inspirándose en los baños que vio.

### Temas
El tema principal de la obra gira en torno a la historia de los baños públicos y la higiene en la Antigua Roma y Japón, en palabras de la autora «las culturas que más han amado los baños». De acuerdo con Rebecca Silverman de Anime News Network, Mari Yamazaki intentó lograr un paralelismo entre dos culturas diametralmente opuestas que, sin embargo, comparten el hábito del baño como parte esencial de su vida diaria. Para ello las antiguas termas romanas son comparadas con las modernas casas públicas de baño Sentō de Japón. La desnudez, sobre todo masculina, es un elemento frecuente dado que la mayoría de las situaciones transcurren en esta clase de establecimientos.
El diseño de los personajes intenta diferenciar a los protagonistas de una y otra sociedad, a menudo obedeciendo a estereotipos; los latinos presentan rasgos duros «como esculturas», y los asiáticos están dibujados con un estilo más caricaturesco, similar al del anime tradicional. Asimismo los personajes masculinos presentan variadas apariencias físicas, según su raza, edad y ocupación,utilizando los cánones de belleza propios de cada civilización. En el tomo seis se toca a fondo la concepción cultural y culto al pene (falo) de ambas culturas. Sobre la ambientación, Silverman destaca que la historia respeta el trasfondo histórico real de la Antigua Roma, con ilustraciones que comprenden lugares como el Panteón de Agripa o el Monte Vesubio.

## Contenido

### Manga

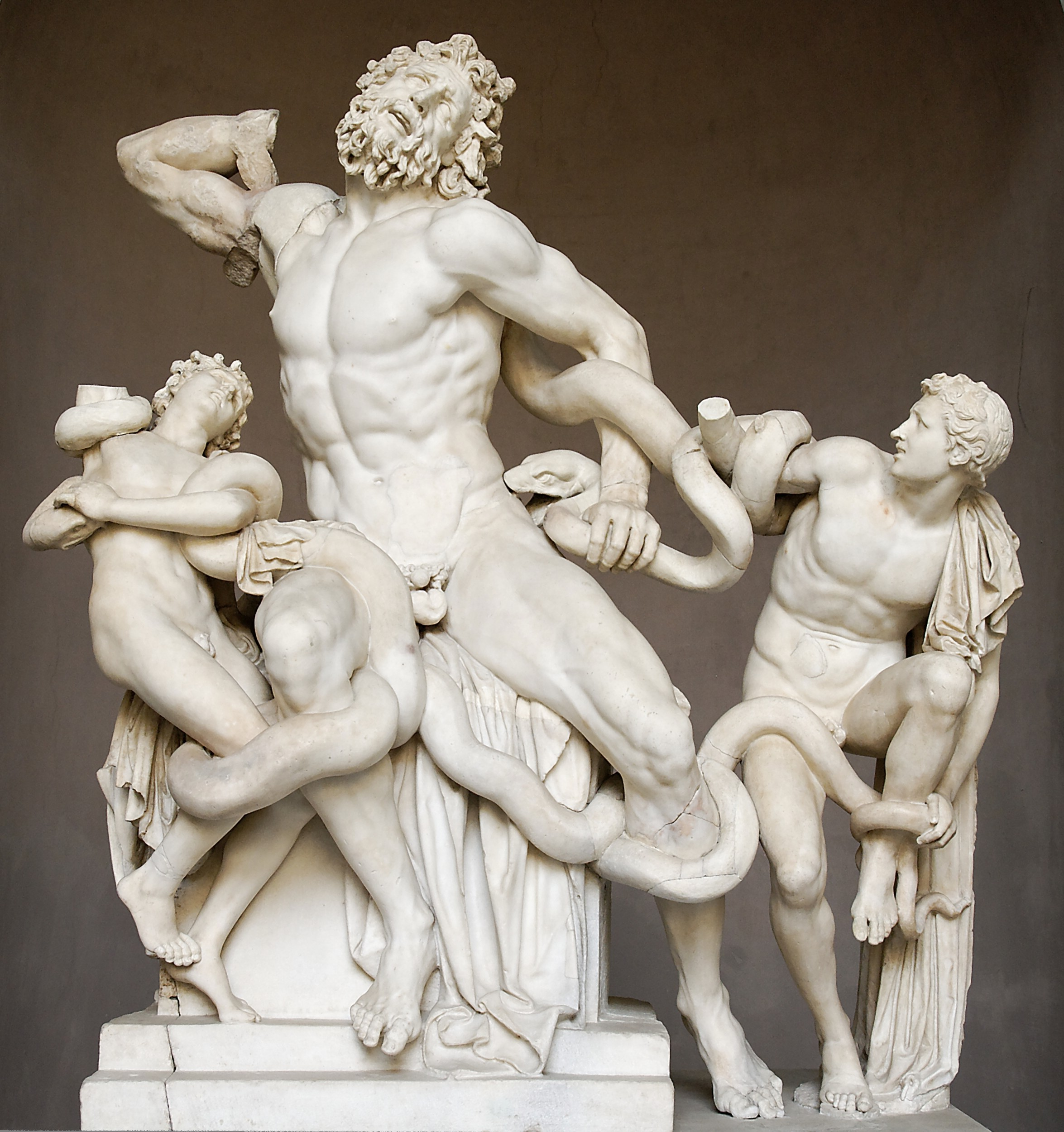
La portada del volumen tres del manga parodia la escultura griega helenística Laocoonte y sus hijos, mostrando solo a Laocoonte (figura central) pero vistiendo un sombrero de baño para niños y una toalla, como si estuviera lavándose el cabello.

El manga salió a la venta primero en Japón en 2008, serializado en la revista mensual Comic Beam a cargo de la editorial Enterbrain. Su último número se publicó el 12 de marzo de 2013. En total, se contabilizan cinco volúmenes, más un sexto libro compilatorio publicado el 30 de junio de 2013 con una tirada inicial de nueve millones de copias. Para celebrar el final de la obra, Enterbrain lanzó una caja plegable especial para recopilar los libros de la serie.
Entre capítulos la autora incluyó breves ensayos de su investigación previa. Estos anexos de información están ilustrados con fotografías y presentan sus opiniones y anécdotas personales respecto a la práctica del baño.
En Norteamérica Yen Press licenció el manga y lo anunció desde su panel de conferencias en la convención Sakura-Con, el sábado 31 de marzo de 2012 y la distribución comenzó a mediados de noviembre de ese año. Los libros se caracterizan por ser de un tamaño mayor al de la edición japonesa para destacar el detalle de los dibujos. La cubierta incluyó una lámina de acetato transparente donde se imprimió el título del manga, decisión de diseño editorial para cubrir los genitales de la escultura del arte de tapa, visibles solo si se levanta dicha capa. Cada volumen de la edición norteamericana compila dos de la versión original japonesa. Para Taiwán, Kadokawa Media obtuvo la concesión de la traducción al chino. Casterman para Francia y Star Comics de Italia respetaron los seis volúmenes de la edición original japonesa.
Norma Editorial licenció la obra para su distribución en España; la editorial lo anunció durante la edición de 2013 del Salón Internacional del Cómic de Barcelona y lanzó a la venta modelos de tapa blanda de estilo rústico con sobrecubierta. El contenido es en blanco y negro salvo dos páginas a color y la traducción estuvo a cargo de Marc Bernabé.

#### Manga derivado
Una vez concluida la historia de Thermae Romae, la autora Mari Yamazaki anunció que un manga derivado (spin-off) sería publicado en la edición de octubre de la revista Comic Beam. Esta nueva serie tendrá como protagonistas a los ya introducidos personajes de Marco Aurelio, el caballo Hanako, Tetsuzō (el abuelo de Satsuki) y los clientes de la terma japonesa Itō.

### Anime

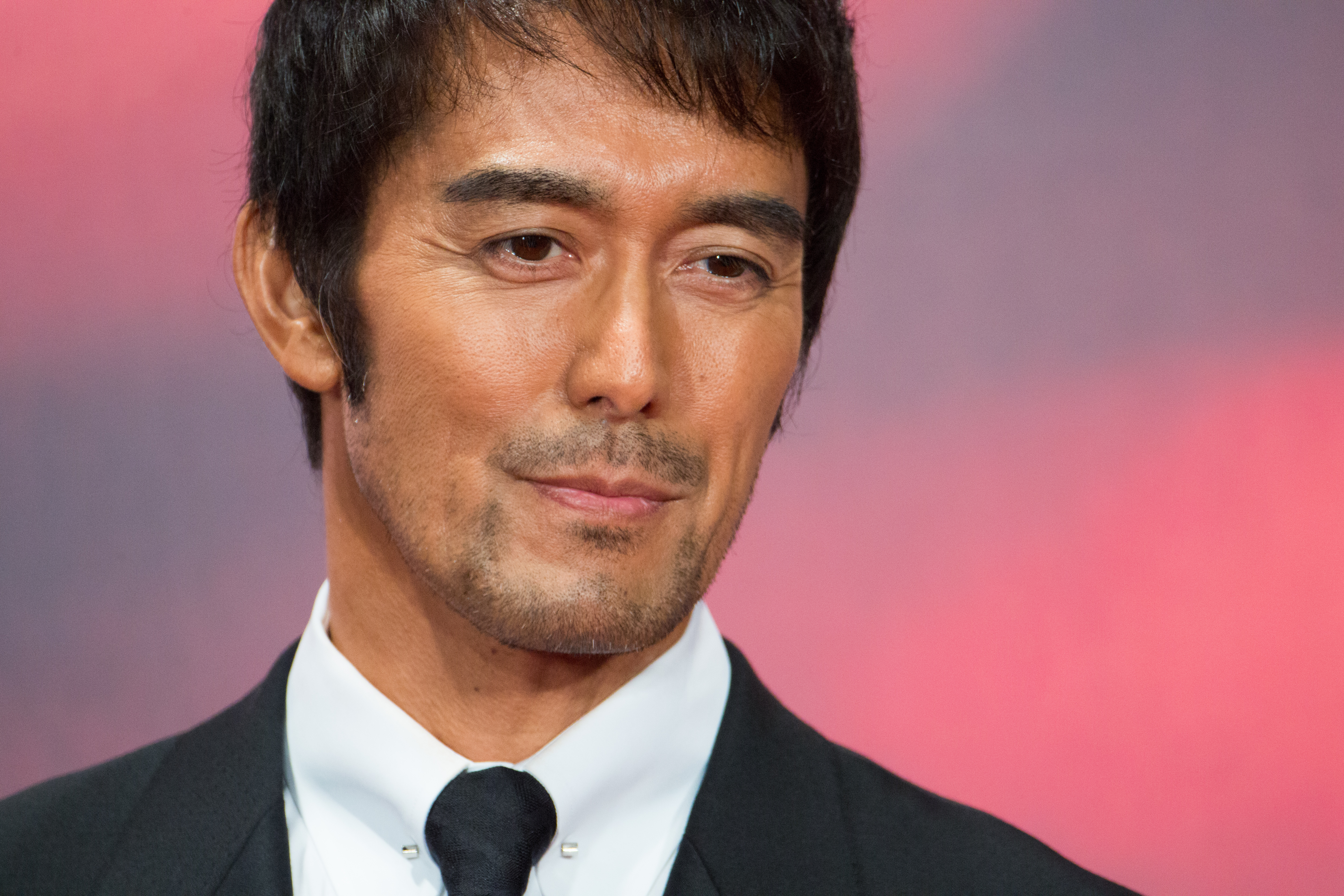
El actor japonés Hiroshi Abe encarna al protagonista del manga, Lucius Modestus, en ambos filmes.

El manga se adaptó a una miniserie de anime en formato flash a cargo del estudio DLE y bajo la dirección de Azuma Tani, quien coescribió el guion junto a Mamoru Nakano. Toshimitsu Takechi diseñó a los personajes y Koutarou Yamawaki supervisó la animación flash. La secuencia de apertura incluye la canción «Thermae Roman», interpretada por la banda japonesa de rock Chatmonchy. Los tres episodios se transmitieron del 12 al 26 de enero de 2012 en el bloque de animación noitaminA del canal Fuji TV. Allí compartió la temporada con Black Rock Shooter y se convirtió en la primera miniserie en ser incluida en la programación de dicho bloque, con un horario habitual y una repetición pasada la medianoche. FROGMAN dobló al protagonista Lucius. Una edición en disco de Blu ray se lanzó el 20 de abril de ese año e incluye un episodio inédito. En la región de Australasia, Siren Visual comenzó la emisión de Thermae Romae a partir del 28 de octubre, con subtítulos en inglés. Esta fue la primera vez que el anime se comercializó fuera de Japón. Le siguió Discotek Media en América anglosajona, que licenció la serie en octubre de 2012; la fecha exacta de su emisión en esta región no ha sido especificada pero se espera que sea en 2013.
En abril de 2014 se conoció un corto de cuatro minutos titulado «El matrimonio de Pietrada», patrocinado por la empresa japonesa de productos de higiene bucal Reach. Producido en el mismo estilo anime flash, el breve capítulo versa sobre el viaje de Lucius a una terma japonesa donde descubre cepillos de dientes modernos, innovación que lleva a su era para ayudar a Pietrada, la hermana menor de su amigo Marcus.

#### Personajes
- Lucius Modestus (ルシウス・モデストゥス Rushiusu Modesutusu?): Un arquitecto romano que termina descubriendo por accidente baños modernos japoneses. Crée que se trata de los baños de «esclavos de cara plana» y se inspira en ellos para construir sus propias termas en Roma. Seiyū FROGMAN, Kenjirō Tsuda (2022).
- Marcus Pietras (マルクス・ピエトラス Marukusu Pietorasu?). Amigo de Lucius, es un escultor[10] que lo convence de visitar una terma para despejar su mente, dando inicio a la historia. Seiyū Hiroki Touchi, Chikahiro Kobayashi (2022).
- Adriano (ハドリアヌス Hadorianusu?). Seiyū Akio Ohtsuka, Tsutomu Isobe (2022).
- Cónsul Lepidus (レピドゥス Repidusu?). Seiyū Hiroshi Shirokuma.
- Narrador Asa Ueno

Fuente

#### Thermae Romae Novae
A mediados de 2020 Netflix anunció que licenció una serie ONA llamada Thermae Romae Novae basada en el manga y en historias inéditas de Yamazaki. La decisión ocurrió tras la firma en febrero de ese año entre la empresa y seis creadores de contenido japoneses. La animación corrió por cuenta del estudio NAZ y se estrenó en su plataforma a mediados de 2021. En junio de ese año, durante el Annecy Film Festival, Netflix reveló en su panel de conferencias el primer material gráfico de la serie y confirmó a Tetsuya Tatamitani como director y a Yūichirō Momose como escritor. Se estrenó el 28 de marzo de 2022.

### Películas

#### Thermae Romae
El manga se adaptó a una película homónima en imagen real. El equipo filmó gran parte de las escenas en el complejo italiano de estudios Cinecittà, en Roma, Italia. La dirección corrió por cuenta Hideki Takeuchi y el guion por Shogo Muto. El reparto principal se integró con actores japoneses. Para los personajes romanos se buscaron actores con «rasgos duros» o nihonjinbanare ( rasgos «no japoneses»). En el caso de Hiroshi Abe, quien encarna al protagonista, la autora comentó «Abe-san es realmente magnífico como el antiguo romano Lucius. Los miembros italianos del personal murmuraban "se parece a un romano genuino"». Se eligió a la actriz Aya Ueto para llevar el rol de Mami, una aspirante a mangaka e integrante de «la tribu de caras planas» de acuerdo con Lucius.
Un trailer promocional en japonés vio la luz en marzo de 2012 en el sitio web oficial de la película donde previamente se habían lanzado dos teasers. Se estrenó el 28 de abril, exclusivamente en Japón. Para estimular una mayor audiencia con la compra de una entrada de cine los espectadores adquirieron una edición especial del manga, promoción pensada hasta agotar el inventario de un millón de unidades. Durante 2012 recaudó 66 millones de dólares o 5 980 000 000 de yenes, cifra que consagró a Thermae Romae como el segundo filme con mayor recaudación en Japón ese año. Posteriormente se proyectó en festivales internacionales de cine de países como Canadá, Italia, Estados Unidos, y Australia.

#### Thermae Romae II, la secuela
A principios de 2013 se confirmó que habrá una secuela de la película inspirada en el manga. La segunda parte titulada Thermae Romae II se estrenó en Japón el 24 de abril de 2014. Los actores originales volvieron a encarnar a sus respectivos personajes y Hideki Takeuchi ocupó nuevamente el rol de director. El argumento de la entrega gira en torno al nuevo proyecto por encargo de Lucius de construir una terma en el medio del Coliseo Romano. A diferencia de su predecesora, se optó por Bulgaria como locación principal para la filmación y no los estudios Cinecittà en Italia. Esto fijó el precedente de la primera película japonesa filmada en territorio búlgaro.

## Recepción

### Críticas
Rebecca Silverman, para Anime News Network tuvo una mirada positiva del manga. Le asignó una calificación general de B+, con B en su historia y A- en el dibujo. Afirmó que el manga es «fascinante por su detalle cultural e histórico» y elogió los paralelos logrados entre dos culturas tan dispares como la romana y la japonesa. Criticó sin embargo la trama monótona repetitiva, y opinó que los detalles de la vida personal del protagonista y los nuevos personajes ayudaron a amenizar el desarrollo de la historia en los siguientes volúmenes. El sitio web español deculture.es evaluó el primer volumen del manga para ese país, destaca las situaciones humorísticas, los anexos con información de la cultura romana escritos por Yamazaki y el argumento poco común; sobre los diálogos entre personajes señala el uso de múltiples latinismos, introducidos a veces de manera «forzada», cuestión que puede desalentar la lectura por parte de usuarios no familiarizados con la lengua, aunque en líneas generales no considera que sea un problema. Concluyó que «es una obra fresca y original que busca acercar al público a la cultura romana y, al mismo tiempo, a la cultura japonesa mediante un gran sentido del humor». Johanna Draper Carlson de Comicsworthreading.com recomendó todos los tomos de la edición estadounidense, y la incluyó en su lista personal de los mejores mangas de 2012. Habló positivamente de todos los aspectos de la obra; señaló sin embargo la constante reivindicación de la cultura japonesa moderna como civilización superior la romana, y la actitud «bastante inocente» y de adulación persistente al país asiático por parte de Lucius.
La película en imagen real no contó con una recepción positiva generalizada por parte de los críticos de cine.

### Rendimiento comercial y presencia en la cultura
En 2012, la serie completa de Thermae Romae entró en la lista Oricon de los treinta mangas más vendidos en Japón en el puesto diecinueve, con cifras que ascendieron aproximadamente a las 2 231 198 unidades entre el 21 de noviembre de 2011 al 18 de noviembre de 2012. El volumen iv del manga escaló hasta el puesto dieciocho de la lista de los 50 volúmenes de manga más vendidos en Japón, contabilizando un total 721 456 copias vendidas en el mismo período de tiempo que la lista anterior.
En un esfuerzo colaborativo, las editoriales Enterbrain, a cargo de Thermae Romae, y Kōdansha, editando los volúmenes de Space Brothers, publicaron una imagen crossover donde se ve a los protagonista de uno y otro manga intercambiando vestimenta. A modo publicitario resulta llamativa dada la disparidad de los tiempos en lo que transcurren ambas obras, la primera durante la Antigua Roma y la segunda, ambientada en el Japón moderno y con un aspirante a astronauta como protagonista. La imagen estaba destinada para exhibirse como afiche promocional en librerías y se aprecia a Lucius y a Mutta, protagonista de Space Brothers, intercambiando sus vestimentas típicas, la toga romana y el traje espacial. Asimismo Thermae Romae tiene una pequeña aparición en el videojuego de CAPCOM Monster Hunter Frontier Online. La revista japonesa sobre viajes Rurubu y colocó a Lucius en la portada del número correspondiente a marzo de 2012. Publicó una nota donde enlistaba los mejores cien baños públicos de Japón y la complementó con entrevistas a la mangaka Mari Yamazaki y a parte del personal involucrado en la película homónima, en imagen real e inspirada en el manga. La obra fue parodiada en el video didáctico para extranjeros sobre etiqueta en baños públicos japoneses «Gaikokujin Nyuyoku Manner Koshukai in Shinsekai».
Complementariamente, Enterbrain lanzó productos licenciados temáticos de la serie. Además de camisetas con leyendas, se pusieron a la venta productos de higiene personal y utensilios para el baño con la imagen del protagonista y publicitando la obra, como típicos baldes de madera de ciprés para el aseo o toallas de mano estampadas. Se fabricaron monedas de metal de edición limitada con relieves del busto de Lucius en una de las caras y la leyenda Thermae Romae en la otra, y colgantes hechos en plata 925 del símbolo fascinus, un pene erecto alado y bípedo, elemento que Lucius utilizó como amuleto en el volumen dos del manga. Amazon sacó a la venta ediciones limitadas del sexto tomo compilatorio, e incluyó con la compra un colgante accesorio para teléfonos móviles con forma de estrígil para promocionar el manga derivado.

### Premios y reconocimientos
En 2010, el manga ganó el premio anual Manga Taishō, galardón instaurado en 2008 que promueve trabajos y autores nuevos nominando a obras de ocho o menos volúmenes. En la edición de 2010, Thermae Romae quedó en primer puesto con 94 puntos. Mari Yamazaki se encontraba viviendo en Lisboa, Portugal al momento de la ceremonia de premiación por lo que estuvo presente vía Skype y su editor en jefe Katsuhiko Okumura aceptó la condecoración en su lugar. En la decimocuarta edición del Premio Cultural Tezuka Osamu, ganó en la categoría premio a la historia corta. El cuarto tomo del manga recibió una nominación en el rubro mejor cómic de la cuadragésima ceremonia de los premios del Festival Internacional de la Historieta de Angulema, celebrado del 31 de enero al 3 de febrero de 2013 en Francia.  Ese mismo año en Estados Unidos, la versión del manga para ese país (a cargo de Yen Press) recibió una nominación en los Premio Eisner, en la categoría Mejor edición estadounidense de material internacional–Asia (Best U.S. Edition of International Material–Asia). Compitió contra otros cuatro mangas adaptados al mercado norteamericano: Barbara, A Chinese Life, Nonnonba y 20th Century Boys, alzándose finalmente este último con el premio.